# Hisztaminintolerancia
Hisztaminintolerancia akkor alakul ki, ha valakinek elégtelen a hisztaminbontó kapacitása (képessége). 
Ilyenkor allergiához hasonló tünetek, hasi panaszok, fejfájás jelentkezhetnek.

## Általános
A hisztamin a szervezetben egy ingerületátvivő anyag (jelzőmolekula), mely sokféle funkciót tölt be. A hisztamin a H1-, H2-, H3-, H4-receptorokhoz kötődve fejti ki hatását, többek között: gyomorsavtermelés serkentése, immunsejtek aktiválása, agyi ingerületátvitel stb. Ebből fakad, hogy a szájon át elfogyasztott és lebontatlanul felszívódó hisztamin testszerte okozhat tüneteket. A hisztaminintolerancia helyes, orvosi megnevezése: „adverz hisztaminreakció”.

## A hisztamin lebontása
A hisztamint főleg a diamin-oxidáz (DAO) és kisebb részben a hisztamin-N-metiltranszferáz (HNMT) nevű enzimek bontják le. A DAO szekretoros (a sejtből sejten kívülre kiválasztódó) fehérje. A bélüregben fejti ki a hatását. A HNMT sejten belül hatástalanítja a hisztamint, többek között a májban és az agyban is megtalálható.

## Tünetek
Akiknél a DAO (és/vagy a HNMT) nem működik megfelelően, azoknál a hisztamin felszívódik és tüneteket okoz. A tünetek szerteágazóak, ezért nehezen felismerhetőek és sokféle kombinációban előfordulhatnak, leggyakrabban hullámzó (intermittáló) jellegűek. Szervrendszerenként lehet őket csoportosítani:
- Gyomor-bélrendszer: hasmenés, puffadás, hányinger, hányás, hasfájás, hasi görcsök, étkezés utáni kellemetlen teltségérzés, székrekedés, gyomorsavas panaszok
- Légzőrendszer: orrfolyás, köhögés, tüsszögés, asztmatikus tünetek, orrdugulás
- Bőr: csalánkiütés, ekcéma, kipirulás, ödémaduzzanat, viszketés, egyéb bőrelváltozások
- Szív- és érrendszer: szapora szívverés, vérnyomásesés, szédelgés
- Központi idegrendszer: általános rossz közérzet, fejfájás, migrén, migrénaura, étkezést követő aluszékonyság
- Psziché: hangulatzavarok, szorongás
- Egyéb: izomremegés, fájdalmas menstruáció, izzadás

## Diagnózis
Az érvényben lévő német orvosi protokoll szerint a diagnózis felállítása egyéb betegségek kizárása után panasz- és étkezési napló segítségével lehetséges. A panaszoknak hisztaminszegény diétára egészen vagy nagyrészt el kell tűnniük.
A nem megfelelően működő DAO (és HNMT) enzimaktivitása vastagbéltükrözés során mérhető. A diagnózis felállításához nem ajánlja az érvényes orvosi protokoll a következő laboratóriumi, vérvétel során mérhető értékek meghatározását: vérplazma-hisztaminszint mérése, a szérum-DAO-aktivitás vagy a szérum-DAO-koncentráció mérése. Nem ajánlott a széklet és a vizelet hisztaminszintjének és a hisztamin bomlástermékeinek mérése sem. Ennek az egyik oka az, hogy a jó eredmény nem zárja ki a betegség fennállását.
Az alacsony szérum-DAO-koncentráció vagy -aktivitás azonban a diagnózis gyanúját megerősíti.

## Ételek beosztása
Az ételeket, italokat, gyógyszereket, táplálékkiegészítőket tolerálható és nem tolerálható csoportba osztjuk.
Az érzékenység egyénfüggő, aki kevéssé érzékeny, annak valószínűleg csak minimális megszorításokra kell ügyelnie, míg mások csak nagyon szigorú diéta mellett válnak panaszmentessé.
A nem vagy kevéssé tolerálható csoportba háromféle étel tartozik:
- magas hisztamintartalmú
- DAO- (és/vagy HNMT-) blokkoló
- hisztaminliberátor (felszabadító)[16]

Egyéb biogén aminok is megtalálhatóak bizonyos ételekben, melyek tovább erősíthetik az adverz hisztaminreakció tüneteit.

## Diéta
Az ételeket 0, 1, 2, 3-as csoportba osztják a tápanyagtáblázatok, aszerint, hogy mennyire tolerálhatóak.
- Nem tolerálható (3 jelű) ételek: pezsgő, bor, érlelt (kemény) sajtok, füstölt halak, tonhalkonzerv, savanyú káposzta, szójaszósz, tofu, alkoholok
- Rosszul tolerálható (2 jelű) ételek: sűrített paradicsom, tojásfehérje, belsőségek, tenger gyümölcsei, maláta, bizonyos szalámik, napraforgó, hüvelyesek, olivaolaj, savanyú uborka, paradicsom, hagyma, banán, kakaó, citrusfélék, csokoládé, kiwi, málna, eper, csípős fűszerek, mogyorófélék, élesztő, ecet, fekete teák
- Kis mennyiségben tolerálható (1 jelű) ételek: feta sajt, szilva, görögdinnye, kóla, kávé
- Jól tolerálható (0 jelű) ételekre: rizs, burgonya, kukorica, UHT-tej, tönkölyliszt, szárnyashús, repceolaj, cukkini, retek, uborka, alma, áfonya, sárgadinnye, meggy, szőlő, paprika, tojássárgája

Cél az egyéni toleranciaszintnek megfelelő, lehető legváltozatosabb és a lehető legkevesebb korlátozást tartalmazó diéta bevezetése.
Egyes gyógyszerek (klavulánsav, aszpirin, diklofenák), sokféle adalékanyag és tartósítószer (pl. a szulfitok, benzoátok, glutamátok) is panaszokat okoznak.

## Hisztamin termelődése az ételekben
Az érlelési folyamatok (kelesztés, kovászolás, füstölés, savanyítás, pácolás, erjesztés) során vagy állás (konzerv), illetve a nem friss ételekben a baktériumok és gombák által képződik hisztamin a hisztidin nevű aminosavból. Ezért fordulhat elő, hogy egy friss étel nem okoz panaszt, míg a nem megfelelően hűtött vagy állott változata már tüneteket vált ki.

## Terápia
A hisztaminszegény diétán kívül nincs hatásos terápiája. Enyhíti a tüneteket a hisztamint bontó DAO-enzim-tabletta, az antihisztaminok (allergiára szedhető gyógyszercsoport, pl. Cetirizin) vagy az ugyancsak hisztaminreceptor- (H2-) blokkoló, gyomorsavcsökkentő készítmények (pl. Famotidin). Egyéb táplálékkiegészítő vagy gyógyszer szedésének nincs tudományos alapja.